# Скотный двор (хозяйство)

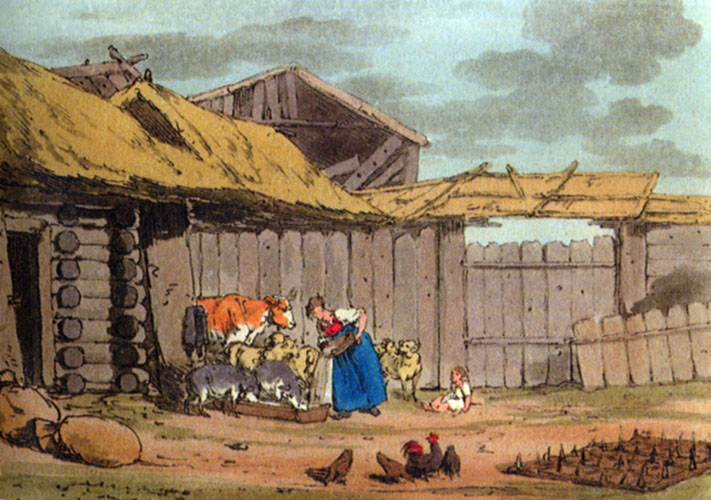
Дж. Аткинсон. Русский скотный двор, XIX в.

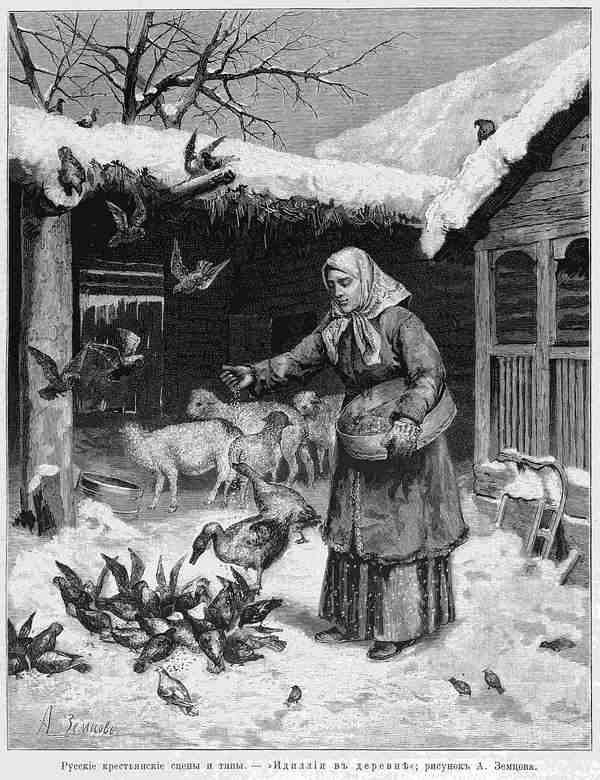
А. Земцов. Идилия в деревне. 1885

Скотный двор — помещение для крупного рогатого скота: коров, молодняка, быков.

## Северно-русский вариант
Северный крестьянский дом-двор, как правило, содержал следующие основные помещения: избу, то есть собственно жилье, расположенный под нею подклет или подполье, сени, связывающие жилую часть с хозяйственной зоной, куда входили обычно скотный двор, хлевы для коров, лошадей, мелкого скота, а также дровяной сарай. Над скотным двором обычно размещался сарай для крупного сельскохозяйственного инвентаря, саней, телег, прочих необходимых в хозяйстве вещей. Кроме того, здесь же устраивались сеновал, место для хранения соломы и различные кладовые.
Скотный двор представлял собой весьма крупное помещение, освещавшееся небольшими волоковыми окнами, по двум или трем сторонам которого находились хлева для содержания домашних животных. Так как скотный двор имел большую площадь, конструкция его перекрытия была сложной и в его середине устанавливался один или нескольких мощных столбов, на которые и опирались балки, поддерживающие перекрытие. Верхняя плоскость этого перекрытия, настилавшаяся из толстых тесовых досок, служила полом для расположенного над скотным двором сарая.

## Нормативы СССР
СССР устанавливал нормы в республиках для колхозных ферм и совхозов немолочного направления (свиносовхозы и др.). Скотные дворы должны устраиваться для стад в 25, 50 и 100 дойных коров. Общее поголовье колеблется от 60 до 240 голов. Скотный двор в совхозах и колхозах должен быть: 1) тёплым, то есть держать зимой температуру 10-12° и не ниже 7° в самые сильные морозы (стены и потолок не должны промерзать); 2) светлым, освещение из расчета 1 : 15 — 1 : 12 (площадь окон к площади пола); 3) сухим, с хорошей вентиляцией. Скотный двор устраиваются широким (внутри) 9,1 м и длинным в зависимости от поголовья. При 240 головах и больше продуктивное стадо (коровы и быки) содержится в коровниках на 100 голов, а остальное поголовье размещается в скотном дворе.
В скотном дворе выделяются следующие помещения: а) отопляемое для отела и молочных телят до 1 года с дежуркой для обслуживающего персонала; б) для приготовления кормов с молокосливной; в) для дойных коров, быка и нетелей. Оборудование скотных дворов сходно с коровниками и телятниками.
Материал и конструкции скотного двора: фундамент из бутового камня при сплошных стенах (саман, глинолитка) и деревянные стулья при рубленых. Стены — саман, глинолитка, глиноплетень. Кровля — глиносолома, дрань, камышит. Потолок — подшивка из досок, плетневый, камышитовый. Пол — глинобетон, глинощебень, доски, торец, кирпич, лещадные плиты.